# Progomphus costalis
Progomphus costalis är en trollsländeart som beskrevs av Hagen in Selys 1854. Progomphus costalis ingår i släktet Progomphus och familjen flodtrollsländor. IUCN kategoriserar arten globalt som livskraftig. Inga underarter finns listade i Catalogue of Life.